# Олескина, Елизавета Александровна
Елизавета Александровна Олескина (род. 23 июня 1988 года, Москва) — российский общественный деятель, директор Благотворительного фонда помощи пожилым людям и инвалидам «Старость в радость». Лауреат Государственной премии Российской Федерации в области благотворительной деятельности (2021). Член Общественной палаты Российской Федерации седьмого и восьмого состава (2020—2026).

## Биография
Родилась в Москве.
В 2010 году завершила обучение на филологическом факультете Московского государственного университета им. М. В. Ломоносова.
С 2006 года принимала участие в различных благотворительных проектах, направленных на оказание помощи и поддержки пожилым людям.
С 2007 по 2011 годы была организатором многочисленных посещений группами волонтёров домов престарелых.
В 2011 году стала основателем Благотворительного фонда помощи пожилым людям и инвалидам «Старость в радость», который взял под кураторство более 150 домов-интернатов в 25 регионах Российской Федерации. Занимает должность директора фонда.
В 2020 году вошла в седьмой состав Общественной палаты Российской Федерации (2020—2023), в восьмом составе продолжила свою работу.

## Награды
- Лауреат Государственной премии Российской Федерации за выдающиеся достижения в области благотворительной деятельности 2021 года (9 июня 2022).